# August Koellner

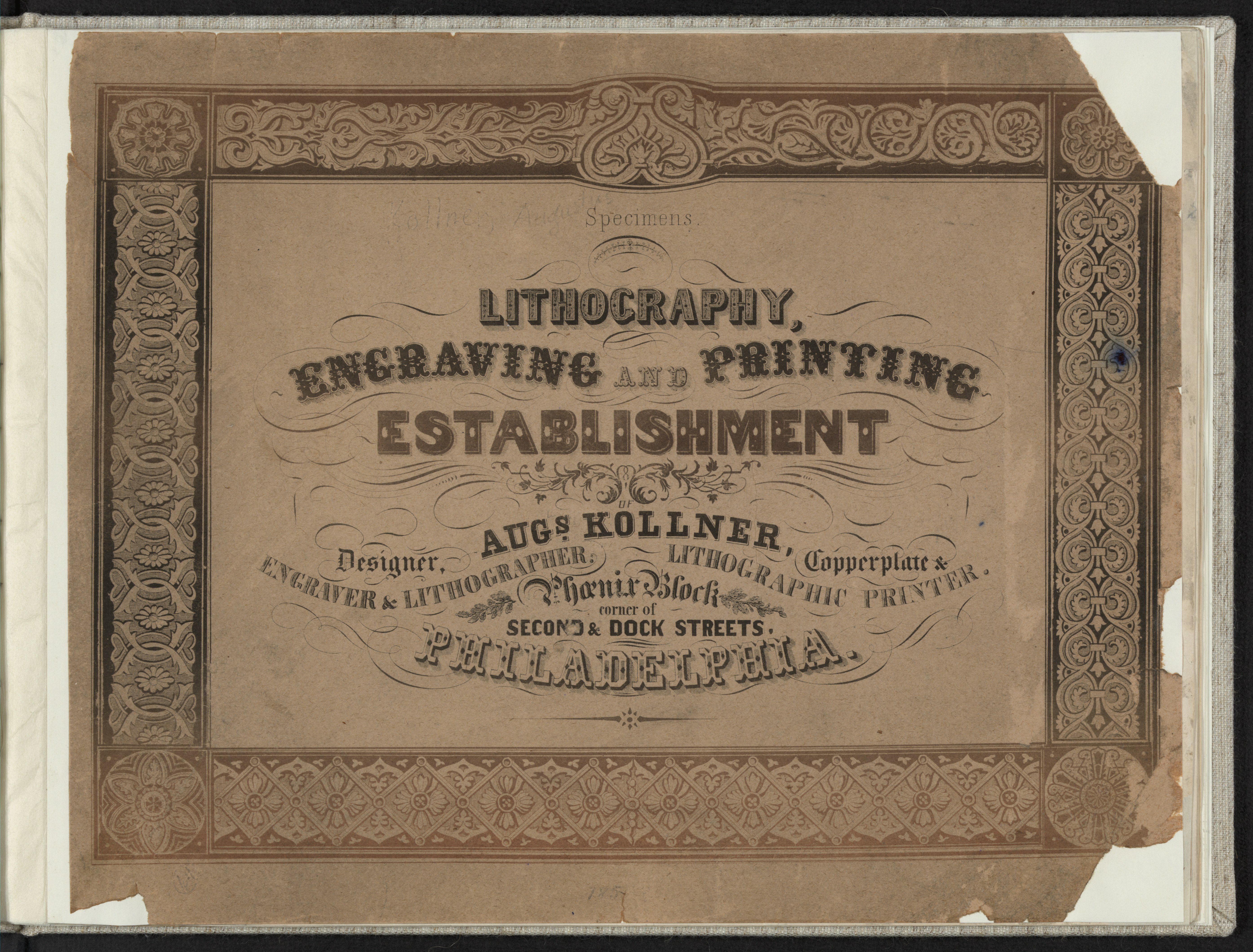
Werbegrafik von August Koellner, um 1850

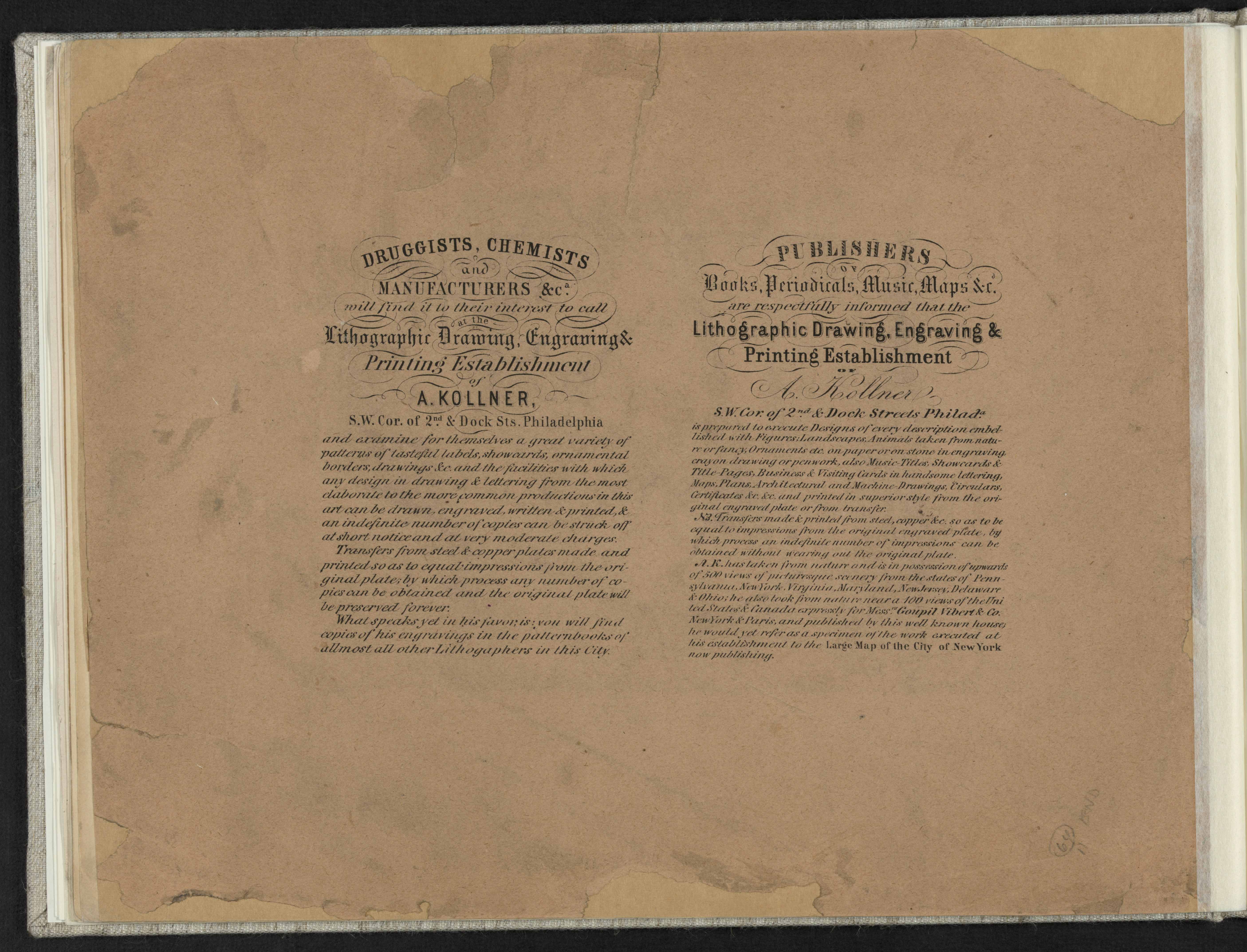
Werbeanzeige von August Koellner, um 1850

August Koellner, auch Augustus Theorore Frederick Adam Kollner, Nachname außerdem in der Schreibweise Köllner (* 1813 in Düsseldorf; † 10. Dezember 1906 in Philadelphia), war ein deutschamerikanischer Maler, Zeichner, Lithograf, Radierer, Kupferstecher, Drucker und Verleger.

## Leben
Zu Koellners Geburtsort und frühem Werdegang liegen widersprüchliche Angaben vor. Nach Thieme-Becker und Harry Twyford Peters (1881–1948) wurde der Künstler 1813 in Düsseldorf geboren. Dort soll er eine künstlerische Ausbildung erhalten haben, ferner soll er bei Bernhard Dondorf in Frankfurt am Main zum Lithografen ausgebildet worden sein. Nach dem Philadelphia on Stone Biographical Dictionary of Lithographers wurde er jedoch 1812 im Königreich Württemberg geboren. Die Datenbank Find a Grave führt den 9. März 1812 als sein Geburtsdatum auf.
Bereits 1828 ist er als Zeichner in der Druckerei von Carl Ebner in Stuttgart greifbar. Im dortigen Verlag erschienen 1837 unter dem Titel Studien von Thieren zehn radierte Blätter von Pferden, Ziegen und anderen Tieren. 1837/1838 veröffentlichte er nach der Natur gezeichnete Pferdestudien aus Mail, Scharnhausen, Kleinhohenheim.
Für eine Weile arbeitete er in Paris für die Firma Thierry Fréres. Dort entwarf er etwa eine Carte de commerce für den Parfümeur A. Prevost.

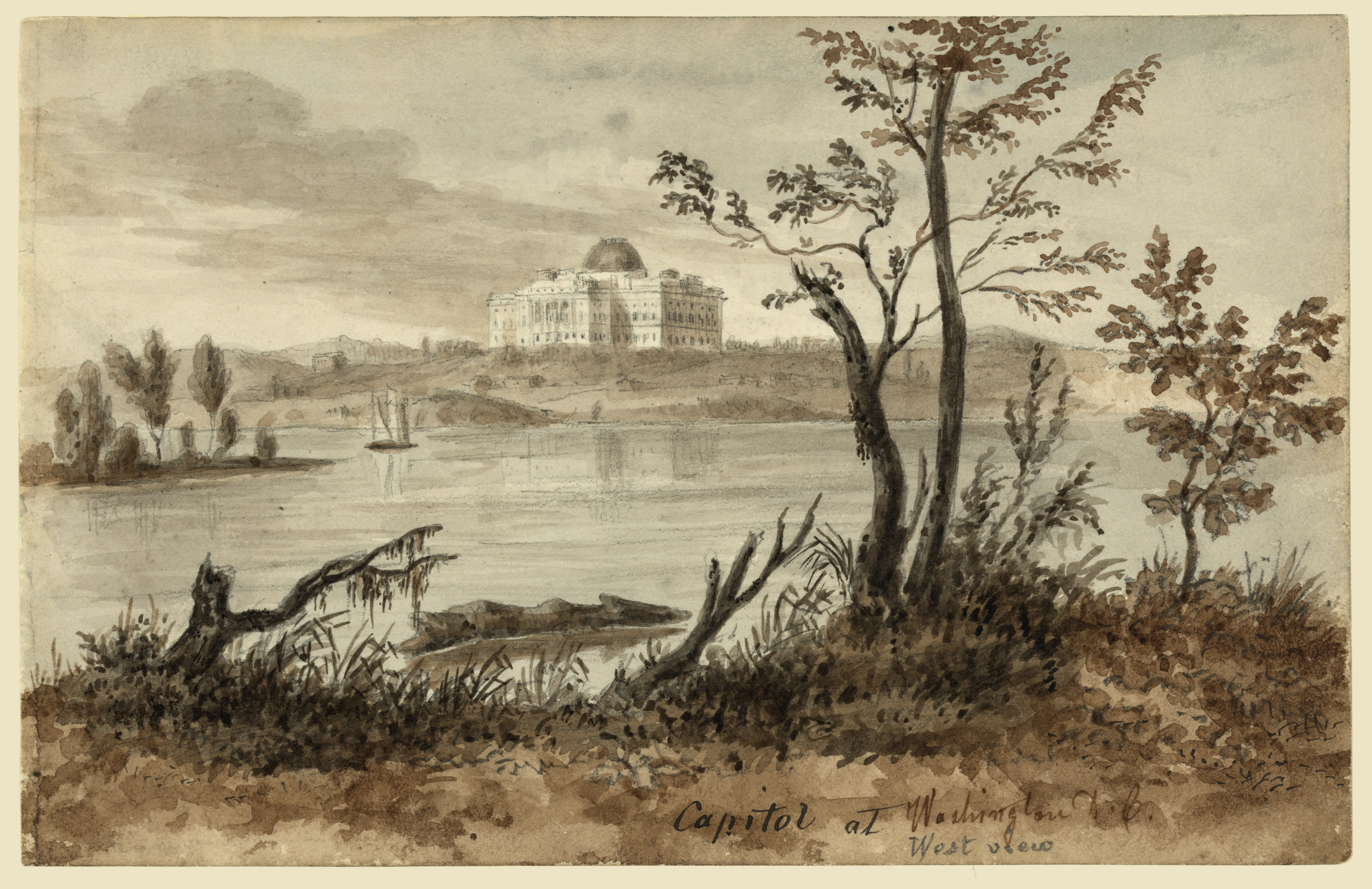
Kapitol der Vereinigten Staaten, Tuschezeichnung, 1839

1839 wanderte er in die Vereinigten Staaten aus. Eine Anstellung fand er als Lithograf in der Firma von Philip Haas in Washington, D.C. In dieser Zeit schuf er Buchillustrationen von Washington und gestaltete Bankzertifikate. 1840 löste er seine Kontakte zu Haas und brach zu einer Studienreise in verschiedene amerikanische Gegenden auf. Im Mai, Juni und Juli 1840 malte er Ansichten von Gettysburg. Im September 1840 kam er nach Philadelphia und eröffnete ein Geschäft als Porträtmaler und Lithograf. Bald arbeitete er als Grafiker für das U. S. Military Magazine von P. S. Duval, in den folgenden Jahren auch für andere Verleger, etwa Frederick Kuhl, der 1842 Koellners Ansichten von Philadelphia und Camden veröffentlichte.
Ein großer Teil seiner Arbeiten bestand aus Illustrationen für Kinder- und Jugendbüchern sowie für religiöse Schriften, außerdem aus Entwürfen für Geschäftspapiere wie Tradecards, Briefköpfe, Etiketten und Einladungskarten. Fast jeden Sommer unternahm er landschaftliche Studienreisen. 1847 publizierte er unter dem Titel Studies of Horses in Different Positions eine Mappe mit zwölf Radierungen von Pferden.
In der deutschsprachigen Lutherischen Kirchengemeinde von Philadelphia heiratete er am 26. Dezember 1843 Mary Margareta Sheek (1821–1899), die älteste Tochter deutscher Einwanderer aus Württemberg. Koellners Schwiegervater Godfrey Sheek (1791–1864) arbeitete als Konfektionsschneider und brachte es im Laufe seines Lebens zu einem großen Vermögen, das beim Tod seiner Witwe Frederika (1791–1869) zur Hälfte an seine älteste Tochter fiel. Das Ehepaar Koellner hatte drei Kinder, die das Erwachsenenalter erreichten, Clara Mathilda (1843–1919), Josephine (1847–1917) und William Godfrey (* 1849).

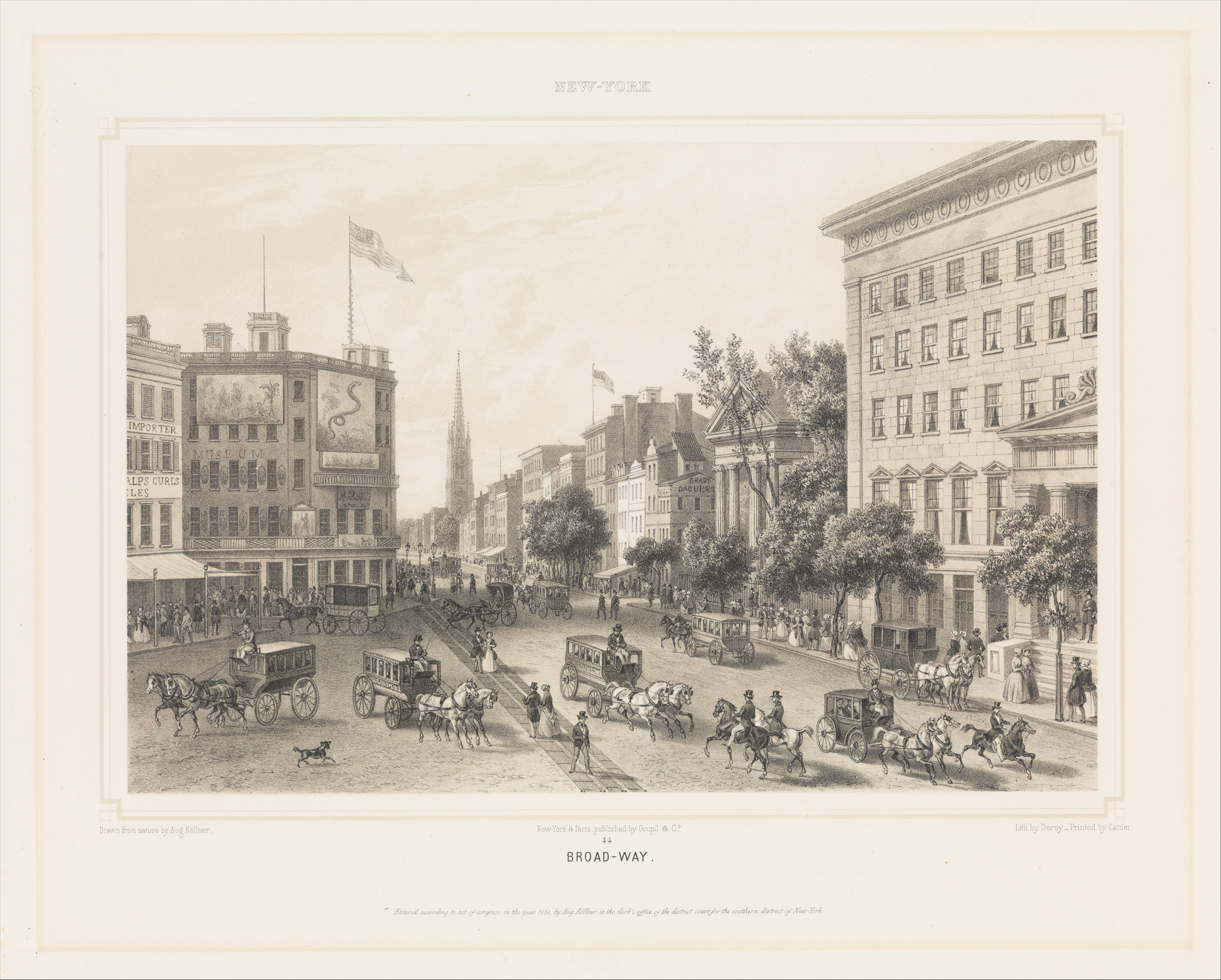
Broad-Way, Lithografie nach einer Zeichnung von August Koellner, 1850 veröffentlicht bei Adolphe Goupil

1847 wurde Koellner Partner in der lithografischen Anstalt und Kupferdruckerei von Lewis Brechemin und John Henry Camp, einer Gesellschaft, die kurz vor ihrem Ende im Jahr 1851 unter dem Namen Kollner, Camp & Cie. firmierte. Als Künstler in der Firma zeichnete er Landschaften, Tierbilder, Vignetten, Karten, Pläne, Geschäftskarten und dergleichen. 1848 zeichnete er für Goupil, Vibert & Cie. eine Reihe von Ansichten US-amerikanischer und kanadischer Städte. Er zeichnete auch eine Map of the City of New-York Extending Northward to Fiftieth St., die ab 1851 unter dem Namen ihres Verlegers als „Dripps Map“ bekannt wurde. Neben seiner geschäftlichen Tätigkeit als Druckereibesitzer wirkte er als Zeichner und Zeichenlehrer für American Sunday-School Union.
Nachdem sein bisheriger Partner Camp bis 1851 in ein anderes Gebäude gezogen war, veröffentlichte Koellner seine Arbeiten unter eigenem Namen. Seinen Geschäftsbereich konnte er dabei auf große Teile der Vereinigten Staaten sowie auf Kanada und Mexiko ausdehnen. Allerdings blieben seine Möglichkeiten dadurch begrenzt, dass er in der erlernten Reproduktionstechnik verharrte und sein Geschäft nicht durch dampfgetriebene Pressen erweiterte. 1861 gab er seine Druckerei offenbar auf, fortan führten ihn Adressbücher nur noch als Privatmann.
Als im Sezessionskrieg 1863 die Schlacht von Gettysburg eröffnet wurde, ließ sich Koellner am 2. Juli als Private in der „Dana Troop“ aufstellen, einer Kavallerie der Union League of Philadelphia, die auf Seiten der US-Regierung focht. Während seines zweieinhalbmonatigen Militärdienstes zeichnete Koellner Militärszenen, vorzugsweise mit Pferden und Artillerie. Einige dieser Zeichnungen fanden über Radierungen und Fotografien weitere Verbreitung.
Obwohl sich Koellner der künstlerischen Gesellschaft Philadelphias eher fernhielt, nahm er 1865 und 1868 mit Werken an Ausstellungen der Pennsylvania Academy of the Fine Arts teil. Die Titel dieser Arbeiten deuten auf eine historistische und romantische Kunstauffassung Koellners hin: Constancy, or the Knight of Toggenburg; Twenty-three Hundred Years Ago; Aeneas and Carthage; Meditation; Falls of Lauter Bach, Southern Germany.